# 최저임금위원회
최저임금위원회(最低賃金委員會, 영어: Minimum Wage Commission, MWC)는 최저임금에 관한 심의와 그 밖에 최저임금에 관한 중요 사항을 심의하는 대한민국 고용노동부의 소속기관이다. 최저임금법 제12조에 따라 1987.7.30. 최저임금심의위원회가 구성됐으며 2000.11.24. 최저임금위원회로 명칭이 변경되었다, 세종특별자치시 한누리대로 422에 위치하고 있다. 위원장은 공익위원 중에서 위원회가 선출하며, 공익위원은 고용노동부장관의 제청에 의하여 대통령이 위촉한다.

## 설치 근거 및 소관 사무

### 설치 근거
- 「최저임금법」 제12조[3]

### 소관 사무
- 최저임금에 관한 심의 및 재심의
- 최저임금 적용 사업의 종류별 구분에 관한 심의
- 최저임금제도의 발전을 위한 연구 및 건의
- 그 밖에 최저임금에 관한 중요 사항으로서 고용노동부장관이 회의에 부치는 사항의 심의

## 연혁
- 1987년 7월 30일: 노동부 소속으로 최저임금심의위원회 설치.
- 1987년 12월 9일: 사무국 설치.
- 2000년 11월 24일: 최저임금위원회로 개편.

## 조직

### 위원
- 근로자를 대표하는 근로자위원, 사용자를 대표하는 사용자위원 및 공익을 대표하는 공익위원 각 9명, 총 27명으로 구성한다.[4]
  - 근로자위원은 총연합단체인 노동조합에서 추천한 사람 중에서, 사용자위원은 전국적 규모의 사용자단체에서 추천한 사람 중에서 고용노동부 장관의 제청에 따라 대통령이 임명한다.[5]
- 공익위원 중에서 위원장 및 부위원장 각 1명을 선출한다.[6]
- 2명의 상임위원을 두며, 공익위원을 겸한다.[7]
- 기획재정부·중소벤처기업부·고용노동부에서 관련 업무를 담당하는 고위공무원단에 속하는 공무원 중에서 3명 이내의 특별위원을 둘 수 있다.[8]
- 임기는 3년으로 하며, 연임할 수 있다.[9]
- 필요하다고 인정하는 경우에 사업의 종류별 또는 특정사항별로 전문위원회를 둘 수 있다. 이때 위원은 근로자위원·사용자위원·공익위원이 동수가 되어야 한다.[10]

### 하부조직
- 사무국[11]

## 최저임금의 결정
고용노동부 장관은 최저임금위원회에 매년 3월 31일까지 최저임금에 관한 심의를 요청한다. 안건은 최저임금위원회 전원회의에 상정된다. 기초자료 산출 및 분석, 의견청취 이후에 전문위원회에서 사안별로 논의가 시작되고 최저임금위원회의 총 27명의 공익위원, 근로자위원, 사용자위원이 모여 내년도 최저임금을 결정한다. 최저임금위원회는 고용노동부장관에게 심의 요청을 받은 날로부터 90일 이내에 이를 심의하여 고용노동부 장관에게 제출하여야 한다. 심의 논의 기간을 거쳐 합의에 도달하지 못하는 경우 표결을 통해 결정한다. 이 과정에서 근로자위원과 사용자위원 사이에는 타협의 여지가 없어 실제로는 공익위원이 제시한 최저임금이 채택되어 정부가 정하는 것과 다름이 없다는 비판이 있다. 고용노용노동부 장관은 위원회의 최저임금안을 제출받았을 때 이를 지체없이 고시하여야 한다.
하지만 최저임금위원회의 안에 따라 최저임금을 결정하는 것이 어렵다고 인정되면 고용노동부 장관은 20일 내에 그 이유를 밝혀 위원회에 10일 이상의 기간을 정하여 재심의를 요청할 수 있다. 재심의 요청 시 최저임금위원회는 기간 내에 다시 최저임금을 심의한 뒤 장관에게 제출한다. 그러나 지금까지 최저임금위원회에 재심의 요청을 발의한 적은 한 번도 없었다.
고시된 최저임금은 8월 5일까지 최저임금액을 결정하고 다음 연도 1월 1일부터 효력이 발생한다.

## 같이 보기
- 중앙노동위원회
- 고용보험심사위원회
- 산업재해보상보험재심사위원회
- 최저임금